# テオドール・メンギス
テオドール・メンギス（Theodor Mengis、1839年 - 1918年）はスイスベルンの死刑執行人。
ギロチンによる斬首刑を行っていた。
1879年から1918年まで死刑執行人の仕事に就いていた。

## 執行歴
- 1915年1月20日09:10にAnselm W・schertの死刑を執行した。

| スタブアイコン | サブスタブ | この項目は、まだ閲覧者の調べものの参照としては役立たない、人物に関連した書きかけの項目です。この項目を加筆・訂正などしてくださる協力者を求めています（P:人物伝/PJ:人物伝）。 |